# Victor Schoelcher
Victor Schœlcher (Paris, 22 de julho de 1804 – Houilles, 25 de dezembro de 1893) foi um jornalista e político francês, conhecido por ter agido em favor da abolição definitiva da escravidão na França, através do decreto de abolição, assinada pelo Governo Provisório da Segunda República em 27 de abril de 1848.

## Vida
Os pais de Victor Schœlcher vieram de Fessenheim na Alsácia e ele cresceu em Paris. Após a sua formação no Lycée Condorcet, frequentou também os círculos artísticos de Paris e conheceu George Sand, Hector Berlioz e Franz Liszt.
Ele herdou a fábrica de porcelana de seus pais. Durante uma viagem de negócios ao México, Cuba e os estados americanos do sul de 1829 a 1831, ele conheceu a escravidão que ainda prevalecia lá na época. 
Após seu retorno a Paris, ele vendeu a fábrica e passou a se comprometer política e jornalisticamente com a abolição da escravidão.
Como membro da Assembleia Nacional para a Martinica em 1848, ele foi o iniciador do Décret d'abolição de l'esclavage du 27 avril 1848 (decreto sobre a abolição da escravidão de 27 de Abril, 1848), proclamada em 22 de Maio de 1848 que proclamou a abolição completa da escravidão na França e suas colônias consagradas. Em 1849 e 1850, ele representou Guadalupe na Assembleia Nacional. Após o golpe de Napoleão III. Em 1851 foi para o exílio na Bélgica e mais tarde para Londres, de onde não viveu até 1870 após o reinado de Napoleão III. voltou a Paris e novamente representou a Martinica na Assembleia Nacional de 1871 a 1875. Em 1875 ele se tornou Senador nomeado vitaliciamente.
Victor Schœlcher morreu em 1893 aos 89 anos em sua casa (24 rue d'Argenteuil, agora Avenue Schoelcher) em Houilles. Ele foi enterrado ao lado de seu pai no cemitério Père Lachaise.

## Trabalhos
- De l'esclavage des noirs et de la législation coloniale (Sobre a escravidão dos negros e a legislação colonial) (Paris, 1833)
- Abolition de l'esclavage (Abolição da escravidão) (1840)
- Les colonies françaises de l'Amérique (colônias francesas da América) (1842)
- Les colônias étrangères dans l'Amérique et Hayti (Colônias estrangeiras na América e no Haiti) (2 vols., 1843)
- Histoire de l'esclavage pendant les deux dernières années (História da escravidão durante os últimos dois anos) (2 vols., 1847)
- La verité aux ouvriers et cultivateurs de la Martinique (A verdade aos trabalhadores e agricultores da Martinica) (1850)
- Protestation des citoyens français negres et mulatres contre des accusations calomnieuses (protestos de cidadãos franceses negros e mulatos contra acusações caluniosas) (1851)
- Le procès de la colonie de Marie-Galante (O julgamento da colônia Marie-Galante) (1851)
- Histoire des crimes du 2 décembre (História dos crimes de 2 de dezembro) (1852)
- Le gouvernement du 2 décembre (O governo de 2 de dezembro) (1853)
- Perigos para a Inglaterra da aliança com os homens do Golpe de Estado (1854)
- Vie de Händel (Vida de Handel) (1857)
- La grande conspiration du pillage et du meurtre à la Martinique (A grande conspiração de roubo e assassinato na Martinica) (1875)
- Vie de Tousaint Louverture (1889)

## Legado
- Em homenagem à sua luta contra a escravidão, a comuna de Case-Navire (Martinica) tomou o nome de Schœlcher em 1888.
- A comuna de Fessenheim transformou a casa de sua família no museu Victor Schœlcher.
- A Place Victor Schœlcher em Aix-en-Provence leva o seu nome.[6]
- Uma rua criada no canto sudeste do cemitério de Montparnasse, em Paris, foi batizada de Rue Schœlcher em 1894 e Rue Victor Schœlcher em 2000.
- Dois navios da Marinha francesa foram nomeados Victor Schœlcher - um cruzador auxiliar durante a Segunda Guerra Mundial e uma fragata da classe Commandant Rivière em serviço 1962-1988.
- Em 20 de maio de 2020, duas estátuas de Schœlcher foram destruídas na Martinica como parte das consequências contínuas do movimento Black Lives Matter que se originou nos Estados Unidos.[7]
- Ele foi homenageado com uma nota comemorativa de cinco mil francos pelo departamento de Reunião, emitida pela primeira vez em 1946.